# Zacharij Zograf
Zacharij Zograf (bulharsky Захарий Зограф; 8. října 1810 Samokov – 14. června 1853 Samokov) byl bulharský malíř, představitel samokovské malířské školy.

## Životopis
Učil se spolu se svým bratrem Dimitarem, s nímž později spolupracoval, když jejich otec zemřel. Jeho nejznámější ikony jsou obrazy sv. Konstantina a Heleny v Plovdivu. Namaloval fresky pro hlavní kostel Rilského kláštera, pro kapli a kostel sv. Mikuláše Bačkovského kláštera, pro Trojanský klášter a pro klášter Proměnění. Na klášterní zdi namaloval tři autoportréty.
Roky 1851 a 1852 strávil na hoře Athos, kde zdobil vnější narthex Velké Lavry. Pro několik kostelů namaloval dárcovské portréty a po jeho úmrtí na skvrnitý tyfus po něm zbylo mnoho nerealizovaných návrhů.